# Gidamis Shahanga
Gidamis Shahanga (ur. 4 września 1957 w Katesh) – tanzański lekkoatleta, długodystansowiec, dwukrotny mistrz igrzysk Wspólnoty Narodów, dwukrotny olimpijczyk.

## Kariera sportowa
Zwyciężył w biegu maratońskim na igrzyskach Wspólnoty Narodów w 1978 w Edmonton, wyprzedzając Kanadyjczyków Jerome’a Draytona i Paula Bannona. Zdobył srebrny medal w maratonie na mistrzostwach Afryki w 1979 w Dakarze (wyprzedził go Kebede Balcha z Etiopii). Zajął 15. miejsce w tej konkurencji na igrzyskach olimpijskich w 1980 w Moskwie.
Na igrzyskach Wspólnoty Narodów w 1982 w Brisbane zdobył złoty medal w biegu na 10 000 metrów (przed swym kolegą z reprezentacji Tanzanii Zakariahem Barie i Julianem Goaterem z Anglii), a w biegu maratońskim zajął 6. miejsce. Zajął 5. miejsce w biegu na 10 000 metrów na mistrzostwach świata w 1983 w Helsinkach. Na igrzyskach olimpijskich w 1984 w Los Angeles zajął 22. miejsce w maratonie i odpadł w eliminacjach biegu na 10 000 metrów.
Odnosił wiele sukcesów w prestiżowych biegach maratońskich. Zwyciężył w maratonie w Rotterdamie i w maratonie w Los Angeles w 1984, w maratonie w Wiedniu w 1990 oraz w maratonie w Monachium w 1993 i 1994. Zajął 2. miejsce w maratonie w Los Angeles i maratonie w Hamburgu w 1986 oraz w maratonie w Berlinie w 1990.
Był akademickim  mistrzem Stanów Zjednoczonych (NCAA) w biegu na 5000 metrów i biegu na 10 000 metrów w 1983.

## Rekordy życiowe
Gidamis Shahanga miał następujące rekordy życiowe:
- bieg na 3000 metrów – 7:48,26 (1 września 1983, Rzym)
- bieg na 5000 metrów – 13:34,18 (4 września 1983, Rieti)
- bieg na 10 000 metrów – 27:38,1 (24 kwietnia 1982, Walnut)
- półmaraton – 1:02:42 (25 sierpnia 1990, Sztokholm)
- maraton – 2:08:32 (30 września 1990, Berlin)